# 작은인도들쥐
작은인도들쥐(Mus booduga)는 쥐과 생쥐속에 속하는 설치류의 일종이다. 방글라데시와 인도, 미얀마, 네팔, 스리랑카에서 발견된다.

## 특징
꼬리 길이 6cm를 제외한 머리부터 몸까지 길이는 7cm 정도이다. 등 쪽은 윤기가 흐르는 연한 갈색을 띠며 배 쪽으로 갈수록 회색빛 흰색 또는 흰색으로 변한다. 가슴을 가로질러 연한 갈색 줄무늬나 반점이 나타나기도 한다. 눈이 크고 둥글다. 주둥이는 뾰족하다. 꼬리 윗면은 짙은 반면에 아랫쪽은 연한 색을 띤다. 상절치가 뒷쪽으로 굽어있다.